# تراین (بایرن)
تراین (به آلمانی: Train) یک شهر در آلمان است که در کلهایم واقع شده‌است.